# Cretotrigona prisca
A Cretotrigona prisca é uma espécie extinta de abelha hymenoptera da tribo Meliponini, considerada a abelha social fóssil mais antiga, encontrada em âmbar de Nova Jersey ( Estados Unidos ) com 70,6 a 66,04 Ma de antiguidade. Note-se que em 2006 outra abelha fóssil anterior, Melittosphex burmensis, foi encontrada com caracteres mais primitivos e mais antigos (100 milhões de anos). 
É um fóssil fascinante mas anômalo por vários motivos:
- Primeiro, é um membro da tribo Meliponini dos corbiculados da subfamilia Apinae.

- Segundo, tanto a origem como a idade são incertos, deixando dúvidas se pode adequadamente ser utilizado para datar a antiguidade de abelhas sociais. Porque a localização estratigráfica exacta do âmbar que contém esta abeja não se conhece, o datado deste fóssil tem sido indireto (pela comparação com a composição química de outros âmbares de Nova Camisola. Enquanto a idade foi presumida inicialmente em 80 milhões de anos, outros autores estimaram-na desde então em 70 milhões de anos, e em 65 milhões de anos de idade.

Se este fóssil é de fato do final do Cretáceo, sugere que as abelhas, especialmente as abelhas sociais teriam experimentado ao final do Cretáceo uma diversificação significativa.
Existem abelhas fósseis em âmbar de origem dominicana de aproximadamente 23 milhões de anos e em âmbar báltico de aproximadamente 42 milhões de anos. Estes dois lugares proporcionam informação importante sobre a antiga diversidade das abelhas e sobre as distribuições biogeográficas. No âmbar dominicano há representantes de cinco famílias atualmente existentes: Colletidae, Halictidae, Andrenidae, Megachilidae, e Apidae.
Os depósitos de âmbar bálticos incluem os representantes de quatro famílias atualmente existentes: Halictidae, Melittidae, Megachilidae, e Apidae e de uma família extinta Paleomelittidae. A fauna fóssil báltica é ao que parece em polarização negativa para abelhas corbiculadas colectoras de resina. Estes depósitos ambarinos bálticos proporcionam informação importante na evolução das abelhas corbiculadas e da transição de nidifcação solitária à nidificação eusocial.
O registro fóssil das vespas escavadoras ou esfécidos, apresenta um táxon irmão ao das abelhas que proporciona uma verdadeira informação adicional relevante à idade de abelhas. Os fósseis mais antigos das vespas esfeciformes são de meados do Cretáceo. No entanto, como em Cretotrigona, os fósseis mais antigos de esfeciformes representam táxons derivados. Os fósseis mais velhos de esfeciformes colocaram-se na tribo Pemphredonini, que por análise cladístico se colocam numa posição derivada dentro de Crabronidae /(Sphecidae), o grupo suposto irmão às abelhas. Assim, as abelhas e os crabrónidos devem ter diversificado em meados do Cretáceo, mas a avispa crabrónida originaria deve ter existido muito dantes disto. Como resultado de tudo isto se conclui que os fósseis disponíveis actualmente subestimam perceptivelmente a idade de ambos grupos tanto para as abelhas como para as vespas esfeciformes.
A idade das abelhas poderia ser estimada graças ao registro fóssil mais completo das plantas de angiospermas . Existe uma literatura substancial sobre a evolução inicial das angiospermas e a história evolutiva da associação insetos-flores, como moscas, mariposas e borboletas, vespas e abelhas. 